# Dischidia imbricata
Dischidia imbricata är en oleanderväxtart som först beskrevs av Bi., och fick sitt nu gällande namn av Ernst Gottlieb von Steudel. Dischidia imbricata ingår i släktet Dischidia och familjen oleanderväxter. Inga underarter finns listade i Catalogue of Life.